# تشانكونابيه
تشانكونابيه (باليابانية: ちゃんこ鍋) هو طبق يخنة يابانية. ويؤكل عادة بكميات كبيرة من قبل مصارعين السومو كجزء من نظام غذائي لزيادة الوزن.

## المكونات
- لحم الدجاج
- ملفوف صيني أو الكرنب
- الفجل الأبيض العملاق دايكون
- جزر
- بصل أخضر
- فطر شيتاكيه
- مرق الداشي
- صلصة الصويا
- ملح
- السمسم الأبيض المدقوق

## طريقة الطهي
- قطعوا لحم الدجاج إلى مكعبات حجمها 3 سنتيمترات
- قشروا الفجل الأبيض العملاق دايكون وقطعوه إلى دوائر سميكة. ضعوا الجهة المسطحة من الدائرة على لوح التقطيع وقطعوها إلى أرباع. بعد ذلك ضعوا الجهة المسطحة من أحد الأرباع فوق لوح التقطيع وبدءا من الحافة قطعوه إلى شرائح سمكها خمسة ميليمترات. كرروا هذه العملية مع باقي الأرباع.
- تخلصوا من الجزء العلوي من الجزر وقطعوه إلى نصفين بشكل طولي. ضعوا أحد النصفين فوق لوح التقطيع بحيث يكون الجزء المسطح في الأسفل وقطعوه بشكل مائل إلى قطع سمكها 4 ميليمترات. قطعوا النصف المتبقي بنفس الطريقة.
- انزعوا لب الملفوف وتخلصوا منه ثم قطعوا الأوراق إلى مربعات قياس كل ضلع منها 4 سنتيمترات. قطعوا البصل الأخضر بشكل مائل إلى شرائح طولها 4 سنتيمترات وسمكها ما بين ميليمترين وثلاثة ميليمترات، ثم قطعوا حبات فطر الشيتاكيه إلى أنصاف.
- حضروا مرق الداشي عن طريق غلي الماء في قدر وأضيفوا إليه الكاتسوؤبوشي". خفضوا مستوى النار إلى المستوى الهادئ واتركوا الخليط يسلق بلطف لمدة تتراوح ما بين دقيقة ودقيقتين. بعد ذلك صفوا الخليط باستخدام مصفاة.
- اسكبوا مرق الداشي في قدر كبير وضعوه على النار حتى يغلي ثم أضيفوا إليه قطع لحم الدجاج. عندما يغلي القدر مجددا خفضوا مستوى النار واتركوا الدجاج يسلق فيه لنحو خمس دقائق وتخلصوا من أي رغوة أو أوساخ تصعد إلى السطح. بعد مرور خمس دقائق أضيفوا إليه ملعقة كبيرة من صلصة الصويا وملعقة صغيرة أو أقل منها بقليل من الملح.
- أضيفوا الخضراوات بدءا بالفجل الابيض والجزر لأنهما يستغرقان وقتا أطول في الطهي ثم أضيفوا فطر الشيتاكيه. غطوا القدر واتركوا الكل يسلق على نار منخفضة لنحو خمس دقائق. وأخيرا أضيفوا الملفوف والبصل الأخضر واتركوا الكل يطهى لمدة دقيقتين أو ثلاث دقائق إضافية. بمجرد أن يصبح الملفوف لينا تذوقوا وافحصوا طعم المرق. أضيفوا القليل من الملح أو صلصة الصويا إذا دعت الضرورة حسب الذوق وقدموه في سلطانيات ورشوا عليها القليل من السمسم المدقوق حسب الرغبة.